# Тортироњо (Новара)
Тортироњо је насеље у Италији у округу Новара, региону Пијемонт.
Према процени из 2011. у насељу је живело 33 становника. Насеље се налази на надморској висини од 302 м.